# Горішнє Пештене
Горішнє Пе́штене (болг. Горно Пещене) — село у Врачанській області Болгарії. Входить до складу общини Враца.

## Населення
За даними перепису населення 2011 року у селі проживали 368 осіб, з них 363 особи (99,7%) — болгари.
Розподіл населення за віком у 2011 році:
Динаміка населення: